# Cochemiea thornberi
Cochemiea thornberi ist eine Pflanzenart aus der Gattung Cochemiea in der Familie der Kakteengewächse (Cactaceae). Das Artepitheton thornberi ehrt den US-amerikanischen Botaniker John James Thornber (1872–1962). Englische Trivialnamen sind „Clustered Pincushion“ und „Slender Pincushion“.

## Beschreibung
Cochemiea thornberi wächst sprossend und bildet meist dichte Polster aus. Die trüb- oder purpurgrünen Triebe sind schlank zylindrisch geformt und oft an der Basis etwas verjüngt. Sie werden 5 bis 10 Zentimeter hoch und 1 bis 2,5 Zentimeter im Durchmesser groß. Die leicht schlaffen, konisch bis zylindrisch geformten Warzen führen keinen Milchsaft. Die Axillen sind nackt. Ein hellbrauner bis dunkel rötlich brauner Mitteldorn ist vorhanden. Er ist 0,9 bis 1,8 Zentimeter lang. Die 15 bis 20 Randdornen sind weiß oder auch gelblich mit dunkler Spitze und 5 bis 9 Millimeter lang.
Die breit trichterig auftretenden Blüten sind purpurn bis lavendelrosa und messen 1,5 bis 2 Zentimeter im Durchmesser. Die vorgestreckten, dicken Früchte sind rot. Sie enthalten schwarze Samen.

## Verbreitung, Systematik und Gefährdung
Cochemiea thornberi ist im US-Bundesstaat Arizona und im mexikanischen Bundesstaat Sonora verbreitet.
Die Erstbeschreibung als Mammillaria thornberi erfolgte 1902 durch Charles Russell Orcutt. Peter B. Breslin und Lucas C. Majure stellten die Art 2021 in die Gattung Cochemiea. Ein weiteres nomenklatorisches Synonym ist Chilita thornberi (Orcutt) Orcutt (1926).
Es werden folgende Unterarten unterschieden:
- Cochemiea thornberi subsp. thornberi
- Cochemiea thornberi subsp. yaquensis (R.T.Craig) P.B.Breslin & Majure

In der Roten Liste gefährdeter Arten der IUCN wird die Art als „Least Concern (LC)“, d. h. als nicht gefährdet geführt.

## Nachweise